# Terminalia brevipes
Terminalia brevipes är en tvåhjärtbladig växtart som beskrevs av Pampan.. Terminalia brevipes ingår i släktet Terminalia och familjen Combretaceae. Inga underarter finns listade i Catalogue of Life.